# Brutal Planet
„Brutal Planet“ (на български: Брутална планета) е двадесет и първия студиен албум на шок рок легендата Алис Купър, издаден през 2000 година.
Произведението е ново обръщане към „тъмното“ звучене с изключително силни социално насочени текстове, изтъкващи важни проблеми на съвремието. Албумът е силно завръщане на Купър след няколкогодишно прекъсване (предният студиен албум „The Last Temptation“ е от 1994 година).

## Списък на песните
Всички песни са написани от Алис Купър и Боб Марлет с изключение на отбелязаните.
1. „Brutal Planet“ – 4:40
2. „Wicked Young Man“ – 3:50
3. „Sanctuary“ – 4:00
4. „Blow Me a Kiss“ (Купър, Марлет, Боб Езрин) – 3:18
5. „Eat Some More“ – 4:36
6. „Pick Up the Bones“ – 5:14
7. „Pessi-Mystic“ (Купър, Марлет, Браян Нелсън) – 4:56
8. „Gimme“ – 4:46
9. „It's the Little Things“ – 4:11
10. „Take It Like a Woman“ – 4:12
11. „Cold Machines“ – 4:14

## Музиканти
- Алис Купър – вокали
- Раян Рокси – китари
- Чайна – китари
- Фил Х – китари
- Боб Марлет -бас, клавишни, ритъм китара
- Ерик Сингър – барабани

## Комерсиални Класации
- Швеция 31-во място
- Швейцария 66-о място
- Великобритания 38 място
- Австрия 49-о място
- Германия 23-то място